# Ґао Чан
Ґао Чан (29 січня 1987) — китайська плавчиня.
Учасниця Олімпійських Ігор 2004, 2012 років.
Призерка Чемпіонату світу з водних видів спорту 2005, 2009, 2011 років.
Чемпіонка світу з плавання на короткій воді 2010 року, призерка 2004, 2006, 2008 років.
Переможниця літньої Універсіади 2011 року.